# Parosmylus tibetanus
Parosmylus tibetanus är en insektsart som beskrevs av C.-k. Yang 1987. Parosmylus tibetanus ingår i släktet Parosmylus och familjen vattenrovsländor. Inga underarter finns listade i Catalogue of Life.